# Bateria Wied Musa

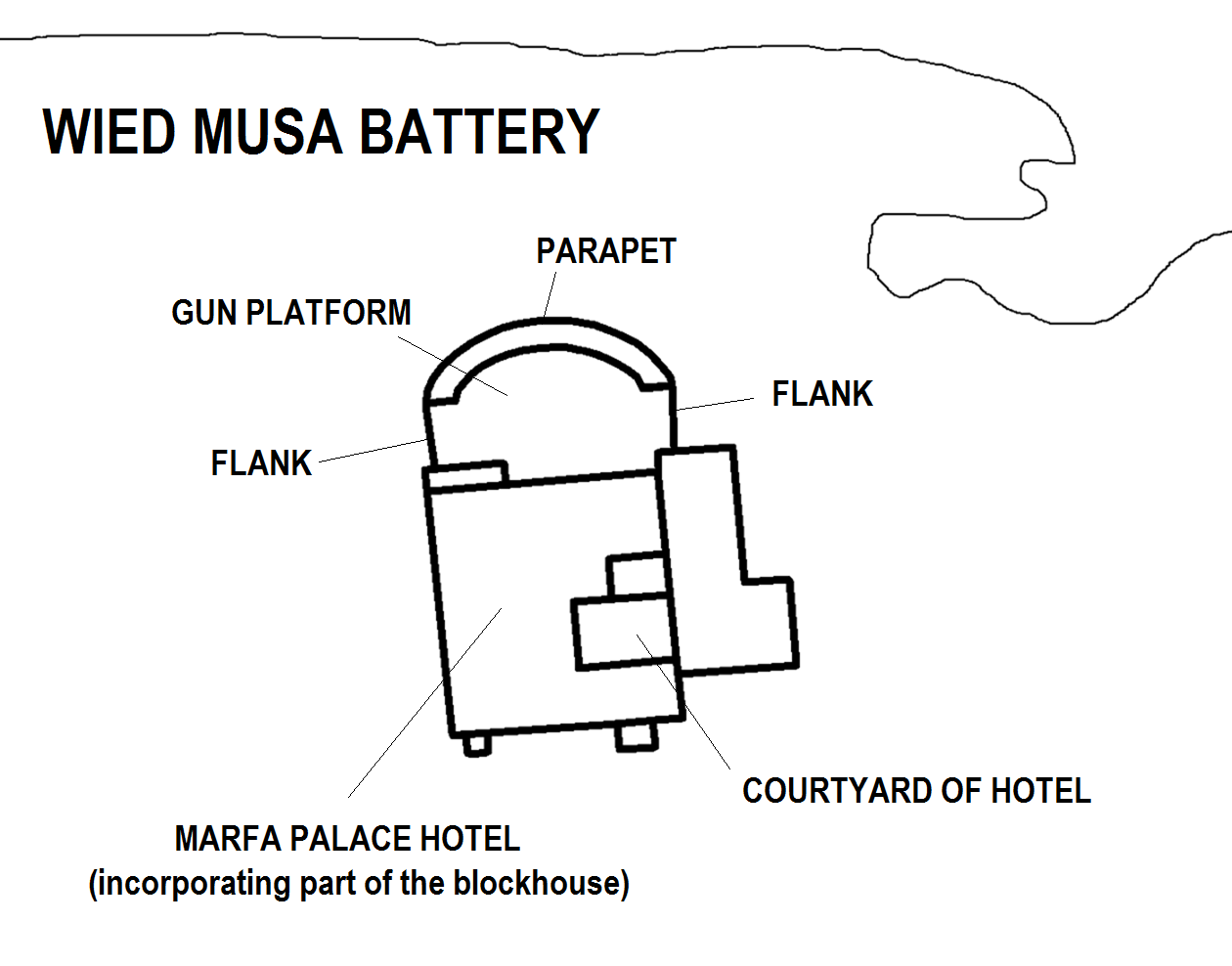
Mapa Baterii Wied Musa. Stan dzisiejszy.

Bateria Wied Musa (malt. Batterija ta' Wied Musa, ang. Wied Musa Battery), znana też jako Bateria Swatar (malt. Batterija tas-Swatar, ang. Swatar Battery) – była bateria artyleryjska w Marfa, w granicach Mellieħa na Malcie. Zbudowana przez Zakon Joannitów w latach 1714-1716 jako jedna z serii nadbrzeżnych fortyfikacji dokoła Wysp Maltańskich.
W XIX wieku bateria została przekształcona w Marfa Palace Hotel, w związku z tym znana jest też jako Palazz l-Aħmar (Czerwony Pałac). W tym czasie budowla została mocno zmodyfikowana, a jej blokhauz włączony w strukturę nowych budynków. Pomimo tych przeróbek platforma strzelnicza i parapet są wciąż w dobrym stanie i zaliczane są do najlepiej zachowanych tego typu elementów na Malcie

## Historia
Bateria Wied Musa zbudowana w latach 1714–1716 jako część pierwszego programu Zakonu budowy nadbrzeżnych baterii na Malcie. Była częścią łańcucha fortyfikacji, broniącego północnego wybrzeża Malty, który zawierał też wieżę Aħrax, szereg baterii, redut i umocnień (entrenchments). Najbliższą Baterii Wied Musa jest leżąca na wschodzie Reduta Tal-Bir. Bateria zarządzała obroną South Comino Chanel we współpracy z Baterią Świętej Marii na wyspie Comino.
Budowla pierwotnie składała się z półkolistej platformy strzelniczej z parapetem posiadającym cztery strzelnice. Miała prostokątny blokhauz zamykający tyły, chroniony również przez redan.
Jej budowa kosztowała 938 scudi, z których ⅓ przekazał komendant (Commander) Mongontier. W roku 1785 na jej uzbrojenie składały się cztery 8-funtowe działa. Amunicja do nich magazynowana była w pobliskiej wieży św. Agaty.
W XIX wieku na tyłach baterii zbudowano hotel. Blokhauz został włączony w nową strukturę, redan zaś zburzony. W późniejszym czasie hotel i bateria wykorzystywane były jako dom rekolekcyjny oraz posterunek policji. W latach 1990. budynek przestał być używany, został nielegalnie zajęty przez squattersów. Po wybuchu pożaru w roku 2005 zostali stamtąd usunięci. Od tamtego czasu hotel i bateria pozostają opuszczone.

## Współcześnie
Od kiedy blokhauz został włączony w hotel, jedynie pomieszczenie po jego lewej stronie zachowało się w stanie mniej więcej niezmienionym. Otwory strzelnicze muszkieterów w jego ścianach są wciąż widoczne. Platforma strzelecka baterii zachowana jest w dobrym stanie. Oryginalny podłoże z twardego kamienia oraz miejsca składowania kul do armat również przetrwały.
Cały budynek jest zaniedbany, jego stan raczej podupadły, choć struktura wygląda na stabilną. Odnowienie kosztowałoby około 1,2 miliona euro, a przekształcenie realności w prywatną rezydencję podniosłoby jej cenę nawet do 10 milionów euro.
W październiku 2013 roku rząd ogłosił rozpoczęcie przyjmowania ofert na odnowienie i zagospodarowanie Marfa Palace oraz czterech innych miejsc. Otrzymano sześć zgłoszeń, lecz jedynie jedna oferta, spełniająca wszystkie formalne warunki, została przyjęta. Złożyła ją firma Exclusivity Malta Ltd, mająca zamiar przekształcić budynek w hotel butikowy.